# Kriegerdenkmal Wüsteneutzsch

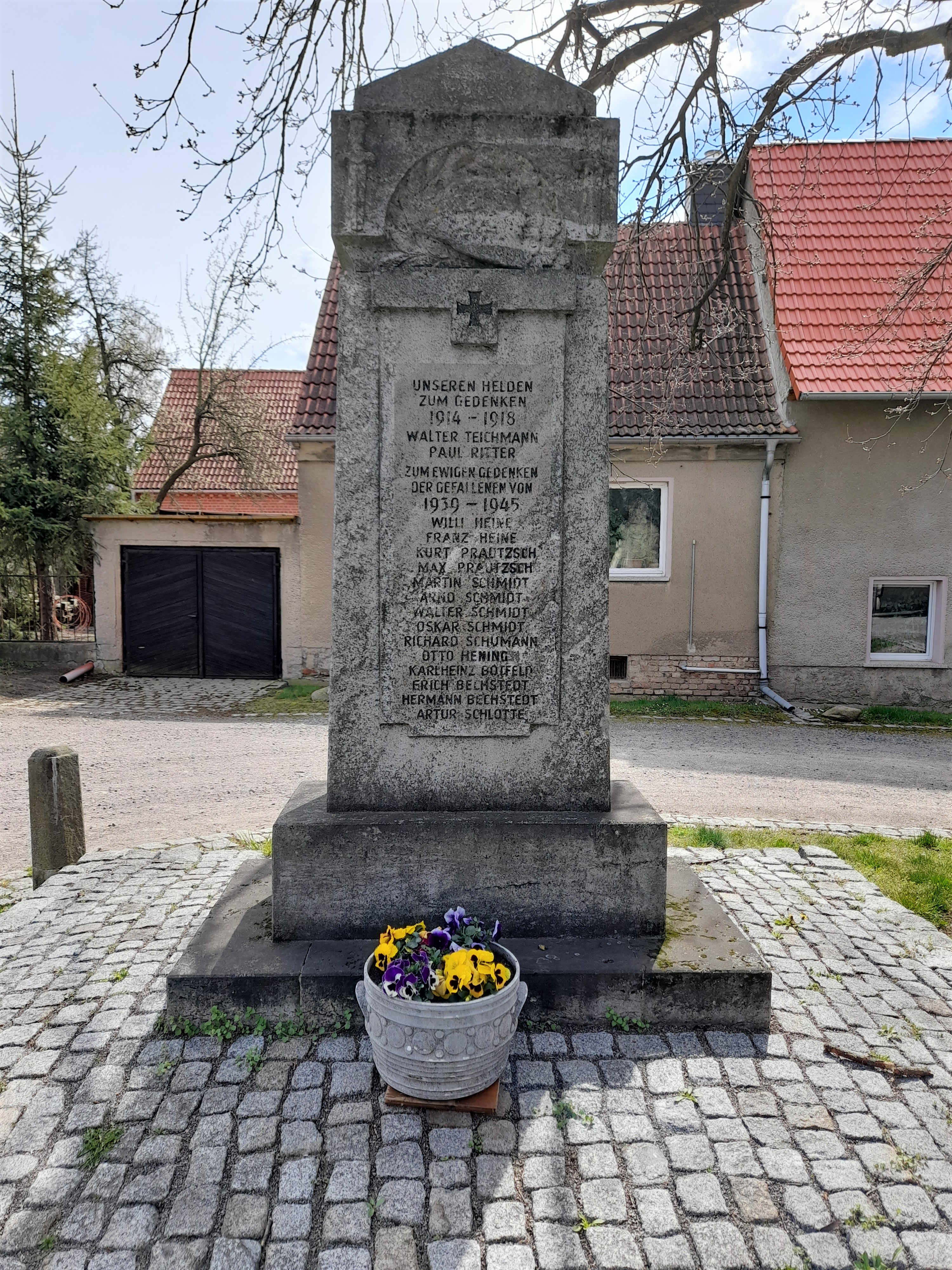
Kriegerdenkmal Wüsteneutzsch

Das Kriegerdenkmal Wüsteneutzsch ist ein denkmalgeschütztes Kriegerdenkmal in der Ortschaft Wüsteneutzsch des Ortsteils Kreypau der Stadt Leuna in Sachsen-Anhalt. Im örtlichen Denkmalverzeichnis ist das Kriegerdenkmal als Kleindenkmal verzeichnet. Die Eintragung in das Denkmalverzeichnis erfolgte am 10. Juni 2016.
Bei diesem Denkmal handelt es sich um eine Stele aus Kalkstein für die Gefallenen des Ersten Weltkriegs und des Zweiten Weltkriegs. Die Inschrift des Denkmales lautet: Unseren Helden zum Gedenken 1914–1918 und Zum ewigen Gedenken der Gefallenen 1939–1945. Vermerkt sind die Namen der gefallenen Soldaten des Ortes. Es wurde 1995 restauriert.